# Paweł Śpiewak

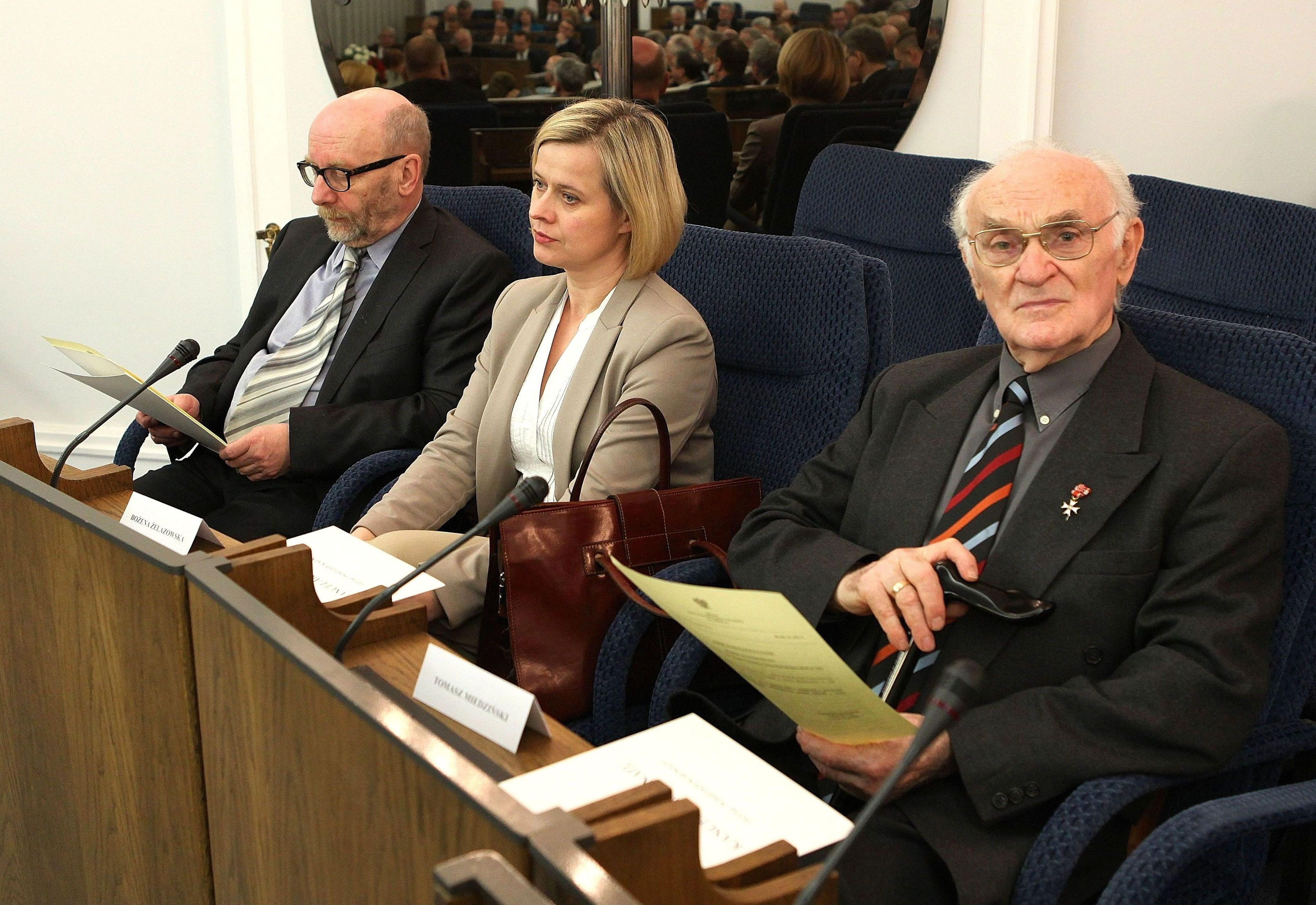
Paweł Śpiewak (pierwszy z lewej) w Senacie RP

Paweł Śpiewak (ur. 17 kwietnia 1951 w Warszawie, zm. 30 marca 2023 tamże) – polski socjolog i historyk idei, doktor habilitowany nauk humanistycznych, profesor nadzwyczajny Uniwersytetu Warszawskiego, publicysta, poseł na Sejm V kadencji, w latach 2011–2020 dyrektor Żydowskiego Instytutu Historycznego.

## Życiorys
Urodził się w rodzinie polsko-żydowskiej; był synem pisarki i tłumaczki Anny Kamieńskiej oraz poety i tłumacza Jana Śpiewaka. W 1973 ukończył studia w Instytucie Socjologii Uniwersytetu Warszawskiego. Związany ze środowiskiem „Więzi”. Od 1978 należał do Towarzystwa Kursów Naukowych. W 1979 był współzałożycielem podziemnego kwartalnika „Res Publica”. W 1980 wstąpił do NSZZ „Solidarność”. Wcześniej w tym samym roku (w okresie wydarzeń sierpniowych) był sygnatariuszem skierowanego do władz komunistycznych apelu 64 naukowców, literatów i publicystów o podjęcie dialogu ze strajkującymi robotnikami.
W 1984 uzyskał stopień doktora (na podstawie pracy zatytułowanej Style liberalnego myślenia: anglo-amerykańska myśl polityczna lat czterdziestych i pięćdziesiątych XX wieku, jego promotorem był Jerzy Szacki). W 2000 został doktorem habilitowanym nauk humanistycznych w dyscyplinie socjologia, przedstawiwszy rozprawę pt. W stronę wspólnego dobra. Został nauczycielem akademickim w Instytucie Socjologii Uniwersytetu Warszawskiego (pełnił w nim funkcję kierownika Zakładu Historii Myśli Społecznej) oraz na Uniwersytecie Warmińsko-Mazurskim w Olsztynie. Zajmował stanowiska profesorskie na UW i UWM. Wykładał również w Wyższej Szkole Komunikowania i Mediów Społecznych im. Jerzego Giedroycia i Szkole Wyższej im. Bogdana Jańskiego. Członek Collegium Invisibile. W latach 1992–1993 pracował w Ośrodku Studiów Wschodnich. Wśród wypromowanych przez niego doktorów znaleźli się Marta Bucholc (2006) i Karolina Wigura (2009).
W wyborach w 2005 uzyskał mandat posła na Sejm V kadencji w okręgu warszawskim (kandydował jako bezpartyjny z listy Platformy Obywatelskiej). W 2007 nie ubiegał się o reelekcję.
3 października 2011 otrzymał nominację na stanowisko dyrektora Żydowskiego Instytutu Historycznego. 31 grudnia 2020 zakończył pełnienie tej funkcji; zastąpiła go Monika Krawczyk. Wszedł w skład Kolegium Społecznego w Muzeum Historii Żydów Polskich Polin w Warszawie.
Jego pierwszą żoną była badaczka antysemityzmu Helena Datner, z którą miał dwoje dzieci: Jana i Rutę. Jego drugą żoną została Hanna Gawrońska. Pochowany został na cmentarzu żydowskim przy ul. Okopowej w Warszawie.

## Twórczość naukowa i publicystyczna
Zajmował się socjologią ogólną, socjologią polityki, historią myśli i filozofii społecznej oraz politycznej. Badał i popularyzował zachodnią filozofię i teorię polityki, zwłaszcza myśl liberalną i konserwatywną (m.in. Johna Stuarta Milla, Johna Actona, Ervinga Goffmana, Michaela Oakeshotta, Leo Straussa czy Erica Voegelina). Zajmował się także problematyką przemian politycznych i społecznych w Polsce i Europie Środkowej. Był autorem prac naukowych z tych dziedzin.
Do sierpnia 2020 był członkiem Stowarzyszenia Pisarzy Polskich. Był w kolegiach redakcyjnych „Res Publiki Nowej” i „Przeglądu Politycznego”. Był też stałym współpracownikiem „Wprost” i „Życia Warszawy”. Publikował także w wielu gazetach codziennych: „Dzienniku”, „Fakcie”, „Gazecie Wyborczej” i „Rzeczpospolitej”. Podjął również współpracę z tygodnikiem internetowym „Kultura Liberalna”. Był też stałym współpracownikiem „Tygodnika Powszechnego”, w którym współtworzył cotygodniową sekcję Czytania, w której pojawiły się komentarze teologiczne z perspektywy chrześcijańskiej (autorstwa Grzegorza Rysia i Wacława Oszajcy) oraz judaistycznej (autorstwa Pawła Śpiewaka). Ponadto efektem jego zainteresowania Biblią stała się publikacja książkowa Midrasze. Księga nad Księgami, za którą w 2005 został nominowany do Nagrody Literackiej „Nike”. Działał na rzecz pojednania między Polakami a Żydami.

## Publikacje
- Gramsci (1977)
- Ideologie i obywatele (1991)
- W stronę wspólnego dobra (1998)
- Anti-Totalitarismus. Eine polnische Debatte (2003)
- Obietnice demokracji (2004)
- Midrasze: księga nad księgami (2004)
- Pamięć po komunizmie (2005)
- Pięć ksiąg Tory. Komentarze (2012)
- Żydokomuna (2012)

## Odznaczenia i wyróżnienia
- Krzyż Kawalerski Federalny Krzyż Zasługi na Wstążce Orderu Zasługi Republiki Federalnej Niemiec (2021)[19]
- Nagroda im. księdza Józefa Tischnera w kategorii „pisarstwo religijne lub filozoficzne” za całokształt twórczości (2013)